# Томас Транстремер
Томас Транстремер (швед. Tomas Tranströmer; Стокхолм, 15. април 1931 – Стокхолм, 26. март 2015) био је шведски писац, песник и преводилац, и добитник Нобелове награде за књижевност 2011. године.

## Биографија
Томас Транстремер је своје средње образовање стекао у Латинској школи Седра, Шведска, а потом је 1956. дипломирао психологију на Универзитету у Стокхолму. Поред књижевног рада, радио је дуго година као психолог у затворима са младим преступницима, менталним болесницима и зависницима од дроге. Престао је да се бави овом професијом пошто је преживео мождани удар 1990.
Почео је да пише са 13 година, а прву збирку песама 17 dikter (17 песама) објавио је 1954. године. Робин Фултон је превео на енглески његово целокупно дело и објавио их 1997. у Уједињеном Краљевству под заједничким именом New Collected Poems (Нове збирка песама). Фултонова збирка била је проширена новим песмама и поново је била објављена у САД 2006. године под именом The Great Enigma: New Collected Poems (Велика енигма: Нова збирка песама). Транстремер је такође написао и аутобиографију, Minnena ser mig (Сећања ме посматрају), објављену 1993.
Током седамдесетих година други песници су га критиковали зато што није његово дело није било политички ангажовано. Транстремерова поезија негује и даље развија песнички језик модернизма и експресионизма/надреализма 20. века. У својим делима описује једноставне слике из свакодневног живота и пејзаже, као и мистичан поглед на универзалне аспекте људског ума.

## Награде и преводи
Транстремер се сматра једним од најбољих шведских песника. У току свог живота, био је више пута помињан као кандидат за Нобелову награду. Добитник је више значајних интернационалних награда за поезију од којих је и једна коју је добио у бившој Југославији — Европска књижевна награда општине Вршац — а његова дела преведена су на 50 језика: Блај, Робин Фултон и Самјуел Картерс превели су његова дела на енглески. Већину превода на српски језик урадио је његов лични пријатељ и песник, Мома Димић, а неке песме је превела и Бранка Ивковић. Преводи појединих Транстремерових дела објављивани су у разним књижевним часописима као што су Летопис Матице српске, Књижевне новине, Свеске, Писмо, Багдала, Слава, Липар, Књижевност, итд.
Године 2011. добио је Нобелову награду за књижевност.

## Дело
- 1954. — 17 dikter (17 песама)
- 1958. — Hemligheter på vägen (Тајне на путу)
- 1962. — Den halvfärdiga himlen (Напола довршено небо)
- 1966. — Klanger och spår (Звуци и шине)
- 1970. — Mörkerseende
- 1973. — Stigar (Стазе)
- 1974. — Östersjöar (Балтик)
- 1978. — Sanningsbarriären
- 1983. — Det vilda torget (Дивљи пијац)
- 1989. — För levande och döda (За живе и мртве)
- 1993. — Minnena ser mig
- 1996. — Sorgegondolen (Тужна гондола)
- 2001. — Fängelse: nio haikudikter från Hällby ungdomsfängelse
- 2004. — Den stora gåtan (Велика загонетка)